# پارک ملی هار اوس نور
پارک ملی هار اوس نور (به لاتین: Har Us Nuur National Park) یک پارک ملی در مغولستان است که در استان خاود واقع شده‌است.